# Bolsón Cerrado
Bolsón Cerrado es un lugar ficticio perteneciente al legendarium del escritor británico J. R. R. Tolkien y que aparece en las novelas El hobbit y El Señor de los Anillos.

## Propietarios y residentes
Es la residencia de los personajes protagonistas de ambas, Bilbo y Frodo Bolsón, y se encuentra en el pueblo de Hobbiton, situado en la Comarca. En El hobbit, que ocurre sesenta años antes de los acontecimientos narrados en el El Señor de los Anillos, cuando el hobbit Bilbo marcha con los enanos a Erebor, la familia Sacovilla-Bolsón usurpa su casa en el preciso momento en que este regresa de su aventura, pues lo creían muerto. 
En El Señor de los Anillos, Frodo vende la casa a Lobelia Sacovilla-Bolsón para mudarse a Cricava, aunque en realidad viaja de incógnito a Rivendel; al final de la aventura, al volver de Mordor, Lobelia le devuelve la casa. Frodo, antes de irse a los Puertos Grises se la regala a Sam y a su esposa Rosita.
- Datos: Q1089103